# Fecskendőférgek
A fecskendőférgek (Sipunculida) az állatok országának egyik törzse.
Tengeri, 2 mm – 70 cm hosszú, félszesszilis, hasadékokban, héjakban, iszapban élő, iszapevő állatok. Ritkán a mangroveerdők talaján is előfordulnak. 1997-ben 320 fajuk volt ismert. Legközelebbi rokonságban a puhatestűekkel (Mollusca) lehetnek, amit az egyedfejlődés típusa, a kitűrhető reszelőnyelv és a pelagosphaera lárva izomos csúszóajka valószínűsít.
Gyakori fajuk a csupasz fecskendőféreg (Sipunculus nudus), amelynek 12–15 cm-es sárgásbarna testét mintegy 30 hosszanti barázda díszíti.

## Testfelépítés
Henger alakú, szelvényezetlen testük egy karcsú, gyorsan kiölthető és behúzható ormányra (előtest) és a vastagabb törzsre osztható. Az ormányt horgok vagy tüskék borítják, végén van a szájnyílás, melyet 10-30 csillós tapogató vesz körül. A tapogatók belső oldalán mély csillós árok húzódik.
A sziklafúró fajok kutikulája vastagabb, a törzs elején meszes anális pajzsot alkot, amely a lakócső bejáratát zárja. Végbélnyílásuk az előtest hátoldalán helyezkedik el. Az emésztés extracelluláris. Keringési és légző szervrendszer nem alakult ki. Légzőfelületként működik a testfelszín és a tapogatók felülete. A kiválasztást 1 vagy 2 tömlőszerű metanephridiummal (amely egyben ivari kivezető járat is), illetve a coelomafal chloragogen sejtjeivel végzik.
Két, septummal elválasztott coelomaüregük van. Egyik az előtest üregrendszere, folyadéka a tapogatókat tölti és feszíti ki. Ez a vízedényrendszerhez hasonlít. Másik a törzset tölti ki. Mindkettő folyadékát áramlásban tartják a csillók és a testizomzat. A testfolyadékban vérsejtek vannak. Néhány fajban mikroszkopikus méretű, medúzákra emlékeztető mikroszerveket „csillós urnákat” találtak. Ezek nyálkát választanak ki, amellyel az idegen anyagokat és a kimerült coelomasejteket gyűjtik össze.
Az idegrendszer szubepidermális, egy cerebralis ganglionból, garatideggyűrűből és páratlan hasi idegekből áll, oldalidegekkel. A hasi dúc a regeneráció irányítója sérülés esetén. A bőr érzékbimbóin kívül a háti oldalon egy páratlan érzéktasak érdemel említést.
Váltivarúak, a megtermékenyítés külső. Petéik a metanephridium kivezető nyílásán keresztül ürülnek. A petebarázdálódás spirális, a gasztruláció invaginációval, vagy epiboliával történik. Közvetlenül, vagy átalakulással fejlődnek. Első lárvaalakjuk lecitotroph trochophora. Legtöbbször második alakjuk is fejlődik, amely lehet lecitotroph, vagy planktotroph (pelagosphaera). Ennek van már coelomája és metanephridiuma. Ivartalan szaporodásra is képesek.